# Flustrellidra
Flustrellidra is een mosdiertjesgeslacht uit de familie van de Flustrellidridae en de orde Ctenostomatida. De wetenschappelijke naam ervan is in 1953 voor het eerst geldig gepubliceerd door Ray Smith Bassler.

## Soorten
- Ondersoort Flustrellidra (Flustrellidrella) d'Hondt, 1983
  - Flustrellidra (Flustrellidrella) prouhoi (d'Hondt, 1974)
- Flustrellidra akkeshiensis Mawatari, 1971
- Flustrellidra armata Grischenko, Seo & Min, 2010
- Flustrellidra aspinosa (Mawatari, 1953)
- Flustrellidra cervicornis (Robertson, 1900)
- Flustrellidra corniculata (Smitt, 1872)
- Flustrellidra filispina Mawatari, 1971
- Flustrellidra gigantea (Silén, 1947)
- Flustrellidra hispida (Fabricius, 1780)
- Flustrellidra kurilensis (Mawatari, 1953)
- Flustrellidra spinifera (O'Donoghue & O'Donoghue, 1923)
- Flustrellidra stolonifera (Okada, 1921)
- Flustrellidra vegae (Silén, 1947)

Niet geaccepteerde soorten:
- Flustrellidra filispinia Mawatari, 1971 → Flustrellidra filispina  Mawatari, 1971
- Flustrellidra inarmata Hayward, 1978 → Haywardozoon inarmatum  (Hayward, 1978)
- Flustrellidra prouhoi d'Hondt, 1974 → Flustrellidra (Flustrellidrella) prouhoi (d'Hondt, 1974)